# Agencia de Salud Pública de Barcelona
La Agencia de Salud Pública de Barcelona (en catalán Agència de Salut Pública de Barcelona) es un organismo autónomo previsto por la Ley de la Carta Municipal de Barcelona de 1998 para gestionar los servicios de salud pública y medio ambiente de la ciudad, concentrando en un único organismo de carácter consorcial las responsabilidades y recursos del Ayuntamiento de Barcelona y del Departamento de Salud de la Generalidad de Cataluña de este ámbito. Fue creada en 2002, y empezó su funcionamiento el 1 de enero de 2003.

## Antecedentes
Los antecedentes de la Agencia se encuentran en las dos instituciones sanitarias de las que se dotó el Ayuntamiento de Barcelona a finales del siglo XIX para mejorar la salud pública de la ciudad, el Laboratorio Microbiológico Municipal creado en 1886 y el Instituto Municipal de Higiene creado en 1891. Después de la recuperación de la democracia el 1979, estas estructuras y otras formaban parte del área de Salud Pública del Ayuntamiento, que el 1996 se constituyó como organismo autónomo municipal, el Instituto Municipal de Salud Pública. Posteriormente se integró con el Laboratorio territorial de Barcelona del Departamento de Salud, creándose la Agencia formalmente el 2002.

## Gobierno
La Agencia es gobernada por una Junta de gobierno compuesta por ocho personas, de las que la Presidencia y tres más son designadas por la Alcaldía y la Vicepresidencia y dos más son designadas por la Consejería de Salud de la Generalidad de Cataluña; una persona es designada por los trabajadores de la Agencia. Cuenta con una Gerencia, y una Secretaría. 

## Funciones y servicios
Las funciones de la Agencia se encuentran especificadas en sus estatutos, y su Junta de gobierno aprueba su catálogo de servicios, que se actualiza periódicamente. Estos se concentran en la ciudad e incluyen la elaboración de información sanitaria, la vigilancia y control sanitarios (epidemiológica, alimentaria, ambiental y de plagas urbanas), la gestión de varios programas y servicios de prevención y promoción de la salud, y de varios servicios de atención a las drogodependencias, así como el Laboratorio de salud pública. La Agencia ejerce la autoridad sanitaria en la ciudad. Puede prestar aquellos servicios externos que le sean encomendados por otros siempre que sean congruentes con sus funciones, cobrándoles de acuerdo con unos precios públicos. Ha mantenido actividad de investigación aplicada a la práctica de salud pública, y contribuye a la docencia en este campo.
El Ayuntamiento concentró en la Agencia sus servicios y responsabilidades de salud pública, y la Ley 18/2009 de salud pública y varios textos legales previos han atribuido a la Agencia la responsabilidad de los servicios de salud pública que al resto de Cataluña ejercen los servicios autonómicos. Por todo esto, la Agencia se configura como ventanilla única de la salud pública a la ciudad, resolviendo así la duplicidad de funciones y la concurrencia competencial que solía producirse previamente.